# Mesure simplement additive
En théorie de la mesure, une mesure simplement additive est une version faible d'une mesure : au lieu d'être sigma-additive comme la mesure classique,  elle est additive seulement pour l'union d'un nombre fini d'ensembles disjoints. Elle correspond davantage à l'idée intuitive que l'on se fait de la notion de mesure de distance parcourue, de mesure de surface, de mesure de volume ou de mesure de poids.
En théorie de l'intégration, la notion de mesure simplement additive conduit à la notion d'intégrale de Riemann, alors que la notion de mesure sigma-additive conduit à la notion d'intégrale de Lebesgue.

## Définition
Si E est un ensemble et {\displaystyle {\mathcal {C}}} un clan de E, c'est-à-dire un ensemble non vide de parties de E stable par union finie et par différence, on appelle mesure simplement additive sur {\displaystyle {\mathcal {C}}}  toute application f de {\displaystyle {\mathcal {C}}} dans {\displaystyle [0,+\infty [} telle que pour toutes parties A et B disjointes et appartenant à {\displaystyle {\mathcal {C}}} :{\displaystyle f(A\cup B)=f(A)+f(B)}.
Par exemple, dans {\displaystyle \mathbb {R} }, on peut définir une mesure simplement additive sur l'ensemble formé des unions finies d'intervalles bornés en posant : L(I) = b – a, où a et b sont les bornes inférieure et supérieure de I. Cette mesure est appelée longueur de l'intervalle I. On définit la longueur d'une union d'intervalles disjoints comme la somme des longueurs de chaque intervalle.
On peut de même définir, dans un plan muni d'un repère orthonormé, une mesure de surface sur les unions finies de rectangles dont les côtés sont parallèles aux axes, en posantaire(rectangle de côtés x et y) = x × y.
Si U est un ensemble fini, une probabilité p sur U est une mesure simplement additive de l'ensemble des parties  de U à valeurs dans [0,1] vérifiant p(U)=1

## Mesure simplement additive et calcul d'aire
À partir de la mesure de surface sur les unions finies de rectangles, on peut définir la mesure de portions du plan dites quarrables
Pour une partie donnée S du plan, on observe l'ensemble des unions finies de rectangles contenues dans S, Cint, et l'ensemble des unions finies de rectangles contenant S, Cext. Si {\displaystyle \sup _{A\in C_{\mathrm {int} }}\mathrm {aire} (A)=\inf _{A\in C_{\mathrm {ext} }}\mathrm {aire} (A)}, la portion de plan S est dite quarrable et son aire est égale à cette valeur commune.

## Mesure simplement additive et intégrale de Riemann
À partir de la mesure de longueur d'intervalle, on peut définir une mesure sur l'ensemble des fonctions en escalier (ou fonction étagée simple). Une fonction en escalier est une combinaison linéaire de fonctions caractéristiques d'intervalles bornés :
{\displaystyle f(x)=\sum _{k=1}^{N}a_{k}\chi _{I_{k}}(x)}.
L'intégrale de f est alors la combinaison linéaire correspondante des longueurs d'intervalles
{\displaystyle \int f=\sum _{k=1}^{N}a_{k}L(I_{k})}.
On étend ensuite cette notion à l'ensemble des fonctions dites intégrables au sens de Riemann. Pour une fonction f donnée sur un segment [a, b], on considère l'ensemble Finf des fonctions en escalier sur [a, b] majorées par f et l'ensemble Fsup des fonctions en escalier sur [a, b] minorées par f. Si {\displaystyle \sup _{g\in F_{\inf }}\int g=\inf _{g\in F_{\sup }}\int g}, la fonction f est dite intégrable et son intégrale est égale à cette valeur commune.